# I-Kuan Tao
Yiguandao o I-Kuan Tao (‘camino persistente’ o ‘camino coherente’) es un nuevo movimiento religioso salvacionista que se originó en Shandong (China) a finales del siglo XIX, para convertirse en la sociedad «redentora» más importante de China en las décadas de 1930 y 1940, particularmente durante la invasión japonesa.
En la década de 1930, el yiguandao se expandió rápidamente a lo largo de China, liderado por Zhang Tianran, decimoctavo patriarca del linaje posterior tao del Lejano Oriente, y por Sun Suzhen, la primera matriarca del linaje.
- 贯道 (en chino tradicional)
- 貫道 (en chino simplificado)
- yīguàn dào (en pinyin)
- i1-kuan4 tao4 (en romanización Wade-Giles)
- 貫道 [ikkandō] (en japonés)[2]
- 일관도 [ilgwando] (en coreano)[3]
- อนุตตรธรรม [anuttharatham] (en tailandés).[4]}}

El yiguandao inició con unos cuantos miles de fieles en Shandong en la década de 1930, pero bajo el liderazgo del patriarca y la matriarca, y por medio de trabajo misionero, el grupo creció hasta convertirse en el movimiento más grande de China en la década de 1940, llegando a tener millones de fieles.
En 1949, el yiguandao fue proscrito en China continental como una sociedad secreta ilegal y un culto herético como parte de la campaña antirreligiosa más amplia que tuvo lugar. Desde entonces, el yiguandao ha florecido en Taiwán, a pesar de décadas de persecución por parte del Kuomintang (el Gobierno de Taiwán), que terminaron oficialmente en 1987 con la legalización del yiguandao y una disculpa oficial.
Si bien yiguandao no puede aún promocionarse en la China continental, hay muchos miembros que viven y practican allí.
El i-kuan tao incorpora elementos del confucianismo, el taoísmo y el budismo chino y reconoce la validez de religiones no vinculadas a la tradición china como el cristianismo y el islamismo, por lo que se promociona como la «unidad de las cinco doctrinas».
Por esta razón suele clasificarse como una práctica sincretista junto a otras religiones similares tales como xian tian dao (‘la vía del cielo anterior’).
El yiguandao se caracteriza por ser una doctrina escatológica y soteriológica, que se presenta como un camino hacia la salvación. También anima a sus seguidores a participar en la actividad misionera.
El yiguandao es el culto a la fuente de la realidad universal personificada como la Venerable Madre Eterna, o la Espléndida Deidad Suprema (en chino tradicional, 明明上帝; pinyin, Míngmíng Shàngdìì). La deidad suprema es la energía primordial del universo, identificada en el pensamiento yiguandao con el tao en el estado wuji o «ilimitado» y con el fuego. El nombre utilizado en las escrituras contemporáneas de yiguandao es «Madre Infinita» (en chino tradicional, 無極母; pinyin, Wújímǔ), mientras que la «linterna de la Madre» (en chino tradicional, 母燈; pinyin, mǔdēng)—una llama que representa a la Madre—es el foco central de los santuarios de yiguandao.
El i-kuan tao floreció en Taiwán a partir de la década de 1970 y en la actualidad es la tercera fe más popular en Taiwán (después de budismo y el taoísmo).
El i-kuan tao afirma tener dos millones de miembros junto a las comunidades chinas de ultramar de todo el mundo.
Una encuesta realizada en 2002 mostró que había 845 000 seguidores con más de 3100 templos.
En la República Popular China, el i-kuan tao y otros cuatro grupos religiosos de la vía del cielo anterior están prohibidos como sociedades secretas, como fue el caso de Taiwán hasta 1987.
Desde 1996 existe una sede internacional en El Monte, California, Estados Unidos.

## El Nombre
I-kuan (yiguan, 貫) significa ‘penetrar con uno’, ‘coherencia’ o ‘una sola unidad’. Este término se deriva de un verso de la Analectas (4.15) donde Confucio dice que su vía es la de «una verdad que todo lo impregna» (吾道一以貫之 zhi guan del yi del yi del dao del wu).
La palabra tao (dao, 道) tiene muchos significados, incluyendo ‘manera’, ‘vía’, ‘trayectoria’, ‘camino’ o la ‘verdad’. Cuando se utiliza junto al nombre de algunas religiones chinas, significa ‘religión’. Por ejemplo, Silbido de Bala Tao-de Tai (太平道), un grupo religioso renegado de la antigua China que condujo directamente a la declinación de la Dinastía Han del Este. La misma palabra Tao ha sido utilizada por el Taoísmo y las tradiciones confucianistas para describir los amplios patrones del Universo, de la vida y de la humanidad así como la manifestación ritual o religiosa.
Debido al nombre, I-Kuan Tao es a menudo confundido con el taoísmo, y es que el Taoísmo en efecto, forma parte de su patrimonio. Sin embargo, su historia, enseñanzas, prácticas y liderazgo son diferentes de los de cualquiera de las elites de las formas de la religión taoísta (los maestros celestiales o escuelas de la pureza absoluta) o la religión tradicional china de las masas. De la misma manera, i-kuan tao difiere, aunque también se asemeja, al confucianismo y al budismo chino.
Debido a que el grupo fue prohibido en Taiwán en los años 70 y 80, se manifestaba bajo diferentes nombres, tales como Confucio, Mencio, la Sociedad, la Moral de la Sociedad, etc. También se llamaban a sí mismos Zhenli Tiandao (真理天道El Tao Celestial)

## Deidades
- Ming Ming Shang Ti (明明上帝), ‘emperador luminoso de lo alto" ―similar a la denominación judeocristiana de Dios―. También se conoce como Wuji Laomu (无极老母), la "anciana madre del cielo ilimitado". Ella (o él) es el gran ser que trasciende todos los dioses menores del panteón chino. El nombre completo más o menos traducido de esta deidad es la Luz Eterna Todopoderosa, Ilustre, Pura, Tranquila, Vacua (vacía), Sagrada y Venerable, el Señor de Todos los Seres del Universo Entero.

- Maitreya (弥勒佛), el próximo Buda que sucederá al Buda histórico Shakyamuni y que ha llegado ya de acuerdo con I-Kuan Tao. Maitreya reencarnó como Lu Yi Zhong.

- Ji Gong, (济公活佛), conocido como Buda Viviente Ji Gong (Huofo Shizun) un monje budista Zen venerado como la reencarnación de un Arhat. Zhang Tian Ran, fundador de la I-Kuan Tao, se cree que es su reencarnación.

- Yue Hui, (月慧菩萨) es el Bodhisattva Sabiduría de la Luna que era la reencarnación como dom Su Zhen, la Matriarca de I-Kuan Tao. Se confunde a menudo con Guan Yin y comparten la misma imagen.

- Guan Yu (关圣帝君) (también llamada Guan Gong o Guan Yin), un general chino apoteosis del Romance de los Tres Reinos, que es comúnmente adorada en los templos chinos, tanto budistas y taoístas. Él es un guardián celestial contra el mal. I-Kuan Tao lo honra como el Comandante de los Preceptos junto con Lu Dongbin, Zhang Fei (Tres Reinos) y Yue Fei.

- Lu Dongbin(吕洞宾) es una deidad china / Immortal.. Lǚ Dongbin es el más conocido del grupo de las deidades conocidos como los Ocho Inmortales.

## Maestros
- Lu Zhong Yi (路中一), el Patriarca 17 de I-Kuan Tao. Se cree que es la encarnación de Maitreya. Alcanzó el título en 1905, cuando Dios le encargó continuar con el linaje de Tao.

- Zhang Tian Ran (張天然), hizo la I-Kuan nombre oficial de Tao, fue el patriarca 18. Se cree ser la encarnación de Ji Gong, y se convirtió en Tianran Antigua Buda después de su muerte.

- Sun Su Zhen (孫素真), el I-Kuan Tao matriarca 18 y la esposa en el nombre de Zhang Tian Ran. Ella se creía que era la encarnación de Yue Hui Bodhisattva y se convirtió en la Santa Madre de los chinos después de su muerte.

## Prácticas
I-Kuan Tao representa una sociedad moralista, con el objetivo de ayudar a salvar a todos los humanos del último desastre (el apocalipsis). Los miembros son animados a seguir prácticas morales, tales como:
- Las "cinco éticas" y las "ocho virtudes" (del confucianismo)
- El vegetarianismo y la abstinencia de alcohol y el tabaco (como en el budismo chino)
- Iniciación de nuevos miembros en "Tao" (similar a la naturaleza de Buda en Ch'an).
- Oración diaria (2 ~ 3 veces)
- Asistir a clases de religión, ceremonias, ofrendas, oraciones, etc.
- Hacer escrituras de canto (como en todos los movimientos religiosos y las religiones chinas)

Los seguidores de I-Kuan Tao son alentados a ayudar a traer y poner en marcha los nuevos miembros, el vegetarianismo y la práctica de abrir los templos o altares en sus hogares.

## Estructura
A diferencia de otras religiones, I-Kuan Tao no tiene una sola organización. Esto es porque después de la muerte de Zhang Tian Ran y la huida del comunismo chino, muchos de los seguidores han encontrado su propio camino a Hong Kong y Taiwán. Ellos establecieron sus propios grupos, sobre todo después de los nombres de sus templos ancestrales de China, la difusión de las enseñanzas de la I-Kuan Tao. Existe un consenso de los seguidores de Zhang Tian Ran y Sol para formar la sede de la I Kuan Tao, el reconocimiento de los llamados "grupos de dieciocho".
Aparte de estos "dieciocho", hay un grupo independiente iniciado por la esposa y el hijo de Zhang Tian Ran, señora Liu y el Sr. Zhang Yingyu, que no tiene muchos seguidores. Un grupo escindido grande, también reconocido por el gobierno de Taiwán, pero no reconocido por el I-Kuan Tao, es aquella fundada por Wang Hao De, exasesor del Sol, que estableció su propia organización llamada la Gran Tao de Maitreya.

## Historia
Dentro de la amplia categoría de la religión china, podemos distinguir entre las prácticas tradicionales que no esperan compromisos de adhesión ni sus exigencias, al mismo tiempo, una débil influencia sobre el sociedad en general. La gente, voluntariamente, puede ejercer las prácticas religiosas. La identidad religiosa debe ser elegida por afinidad. Tal identidad podría ser budista, cristiana, o cualquiera de los movimientos religiosos que se han originado en el ámbito cultural chino.
Algunos movimientos sectarios religiosos, como el budismo chan (zen japonés) pueden durar siglos y se rigen por el estado. Otros son más efímeros, como la familia de los movimientos budistas reunidos bajo el nombre de Loto Blanco. Estas fueron vagamente inspiradas en los vegetarianos, las religiones milenarias, la religión sincretista del maniqueísmo, que ha sobrevivido en China - y asimilada en la cultura china - un total de mil años después de que estas habían desaparecido en el Oeste. Las sectas del Loto Blanco tienden a ser suprimidas por el Estado, pero pasaron a tener ciertas influencias en grupos posteriores, como el Tien Hsien.
Philip Clart (enlace más abajo)hizo el siguiente resumen de la historia de la I-Kuan Tao:
"También se llama T'ien-tao (" Camino del Cielo "). Fundada en 1930 por el patriarca de la " XVIII" Chang Tien-jan (1889-1947) en la ciudad de Chi-nan, la capital de la provincia de Shantung, El linaje en 1934 trasladó su centro de actividad a T'ien-mentón y desde allí se extendió rápidamente por toda la China continental. Después de la muerte de Chang Tien-yan en 1947, el liderazgo nominal del linaje pasó a manos de la matriarca, la señora Hui-Ming. Sin embargo, el linaje se dividió en una serie de ramas separadas (por lo general dijo a los dieciocho años) que ha seguido más o menos independiente. Así pues, no existe hoy en día la dirección independiente del linaje, que se ha convertido en una familia estrechamente relacionada con las asociaciones de la rama aún autónomas ".

### Historia oficial
La historia oficial de I-Kuan Tao afirmó que la I-Kuan Tao Tao se puede dividir en tres períodos. El primero es la línea 18 a principios del Este, se originó en la figura mítica Fu Xi, el creador del bagua. A este le sucedieron otras figuras míticas e históricas como Shen Nong, Huang Di (Emperador Amarillo), Laozi el autor del Dào Dé Jing, Confucio, y el último Mencio. Se dice que a causa de la crisis en China, Laozi Tao fue llevado a la India e inició el Buda Sakyamuni.
El segundo linaje, llamado el 28 de linaje del Oeste, comenzó. Esto siguió a la Ch'an budista zen o el linaje de Sakyamuni a Mahakasyapa y, finalmente, Bodhidharma. Se dice que Bodhidharma llevó el Tao de nuevo a China para comenzar el 18 linaje oriental tardío. Tras el linaje Zen de Bodhidharma, llegó al sexto y último patriarca oficial del ch'an chino, Huineng. El linaje continúa con figuras sectarias.
Una investigación señaló que se debía a la Xiantiandao (先天道) o la Vía del Cielo Anterior. El fundador de Xiantiandao es Huang Dehui (黄德辉, 1624-1690). El I-Kuan Tao y el Xiantiandao lo consideraba como el Patriarca de sesiones. Los resultados de los documentos de la Dinastía Ching Wang mencionaron que Jueyi (王觉)一, (1821-1884), el Patriarca 15, había reproducido otra enseñanza religiosa, diferente a I-kuan Tao, llamada Sanjiao Yiguan Zhizhi (Unidad de las tres religiones) en la década de 1850.
Sin embargo, I-Kuan Tao, comenzó a florecer en China bajo la dirección de Zhang Tian Ran. Durante la dirección de Zhang Tian Ran, I-Kuan Tao se propagó de Shandong hacia otras muchas ciudades del Norte, Centro y Sur de China. Zhang murió poco después durante la guerra civil en 1947. Después de la muerte de Zhang, la señora Su Zhen (孙素真), lo sucedió como Matriarca de I-Kuan Tao.
De acuerdo, con los creyentes de I-Kuan Tao, la señora Sun no era realmente la esposa de Zhang. En una época caótica en China, junto con el pensamiento tradicional, común entre las comunidades chinas en ese período, no era apropiado que un hombre y una mujer que no tenía ninguna relación familiar, viajasen juntos, y era muy mal visto. Para silenciar a los críticos y las ideas erróneas del público declararon que estaban casados el uno con el otro. Se casaron oficialmente, pero nunca fueron un verdadero matrimonio, fue un matrimonio de conveniencia.
Cuando el comunismo se instaló en el poder en China, muchos seguidores de i-kuan tao y sus líderes emigraron a Hong Kong y Taiwán. En 1951, i-kuan tao fue prohibida en la República Popular China y muchos de los seguidores y dirigentes fueron perseguidos. Su Zhen y otros líderes de kuan tao abandonaron China, y se instalaron en Hong Kong. Sun se trasladó posteriormente a Taiwán en 1954, donde vivió como un recluso virtual bajo el cuidado de los seguidores como Wang Hao De, hasta su muerte en 1975.

### En la actualidad
Zhang Pei-Cheng fue director de I-Kuan Tao. Pei-Cheng fue uno de los muchos que llevaron las enseñanzas de la fe a Taiwán en 1947. Pei-Cheng falleció en el año 2010.
Hoy en día, el linaje de los grupos de culto tiene 50 000 solicitudes (30 000 en Taiwán) y patrocina a la Universidad de Sung Nien (en Taiwán).